# Antonio Sammartino
Antonio Sammartino (Mundimitar, 15. lipnja 1961. – Mundimitar, 21. studenoga 2021.) bio je hrvatski pisac, kulturni djelatnik i istaknuti predstavnik zajednice moliških Hrvata, bivši počasni konzul Republike Hrvatske (od 2004. do 2010.) u talijanskoj pokrajini Molise. Po struci je bio geodet.
Zaslužan je za objavu temeljnih leksikoloških djela moliških Hrvata, Rječnika moliškohrvatskoga govora Mundimitra (2000.) i Gramatike moliškohrvatskoga jezika (2004.). Obnašao je dužnost dopredsjednika Saveza hrvatskih zajednica u Italiji te bio utemeljitelj i predsjednik Saveza moliškohrvatskih kulturnih udruga. Bio je višedesetljeni suradnik Hrvatske matice iseljenika, za čije je tiskovine i časopise povremeno pisao.
Bio je suprugom Agostine Piccoli, zagrebačke studentice kroatistike, angažirane oko zajednice moliških Hrvata. Nakon njezine pogibije, 1999.  utemeljio je Zakladu »Agostina Piccoli« njoj u spomen i na trajno sjećanje. Zaklada potiče istraživanje, njegovanje i očuvanje jezične baštine moliških Hrvata promičući sve vrste djelatnosti koje pridonose očuvanju kulture i tradicije moliških Hrvata. Druga supruga, Vesna Ljubić Sammartino, profesorica je hrvatskoga jezika iz Mundimitra i suvoditeljica tamošnje hrvatske kulturne udruge.
Bio je članom Društva hrvatskih književnika  i utemeljitelj njegova Južnohrvatskoga ogranka u Stonu. Bio je član prinosnik u Družbi "Braća Hrvatskoga Zmaja" sa zmajskim imenom Zmaj Moliški. Bio je i voditeljem folklorne skupine „KroaTarantata“ iz Mundimitra.

## Djela
Izdanja u kojima se javlja kao autor, urednik ili prireditelj.
Agostina Piccoli, Antonio Sammartino: Dizionario dell'idioma croato-molisano di Montemitro = Rječnik moliškohrvatskoga govora Mundimitra, Fond A. Piccoli-Matica hrvatska, Zagreb, 2000., ISBN 9531505977
Antonio Sammartino, (prijevod: Vesna Ljubić-Bilušić): Grammatica della lingua croato-molisana = Gramatika moliškohrvatskoga jezika, Fondazione 'Agostina Piccoli'/Profil International, Zagreb 2004.
Sammartino, A. (1999). Ali tagliate – parole di un libro incompiuto. / Porezana krila - riječi nedovršene knjige (priredio) Vasto.
Sammartino, A. (2001.). Studio toponomastico del territorio di Montemitro. u: Folia onomastica croatica (Hrvatska akademija znanosti i umjetnosti). Zagreb
Sammartino, A. priredio (2001.) Segni e memorie di cinque secoli di storia. Fondazione "Agostina Piccoli", Montemitro
Sammartino A. / Menac-Mihalić M. (2003). Adattamento degli italianismi nell’idioma croato-molisano di Montemitro.  In: Hrvatski dijalektološki zbornik  (Hrvatska akademija znanosti i umjetnosti). Zagreb
Sammartino, A. priredio (2004.) S našimi riči / Con le nostre parole - raccolta di componimenti in croato molisano.  Fondazione "Agostina Piccoli". Montemitro
Sammartino, A. (2006,) Moliški Hrvati: petstoljetno očuvanje kulturno-jezične baštine i suvremena praksa. u: Zavičajnost, globalizacija i škola (Sveučilište u Rijeci). Gospić
Sammartino, A. (2006.) Sime do simena / Il seme dal seme, Collana Scripta manent, Fondazione "Agostina Piccoli". Montemitro.
Sammartino, A. priredio (2007.) "S našimi riči" - 2. raccolta di componimenti in croato molisano, Fondazione "Agostina Piccoli". Montemitro.
Sammartino, A. (2008.) "Kako se zove.../Come si chiama", Collana Scripta manent, Fondazione "Agostina Piccoli", Montemitro
Sammartino, A. priredio (2009.) "Kuhamo na-našo", Collana 'Scripta mament', Comune di Montemitro / Fondazione "Agostina Piccoli", Montemitro.
Sammartino, A. (2009.) "Osvrt na prozodijski sustav moliškohrvatskoga govora" (Cenni sul sistema prosodico dell'idioma croato-molisano), u: Croatica et Slavica Iadertina, V 2009., Zadar.
Sammartino, A. priredio (2010.) "S našimi riči / Con le nostre parole" - 3. raccolta di componimenti in croato molisano, Fondazione "Agostina Piccoli", Montemitro.
Sammartino, A. (2012.) “Folklorna baština moliških Hrvata”, u: 'Zbornik radova međunarodnog znanstvenog simpozija FEB 2011. – Folklorna i Etnografska Baština' (Folklorni ansambl Linđo). Dubrovnik.
Sammartino, A. (2012.) “Pet stoljeća tišine – Književnost moliških Hrvata”, u: ‘Riječi’ 3-4/2012 (Matica hrvatska). Sisak.
Sammartino, A. (2013.) “Moliškohrvatske riječi iz srednjeg vijeka – I. dio: Jezik razdijeljen tim malim brazo de mare”, u: ‘Za govor hrvatskoga jezika – Časopis za učitelje hrvatskoga jezika’ (Alfa d.d.) Zagreb.
Sammartino, A. (2013.) “Suvremena književnost moliških Hrvata”, u: ‘Zadarska smotra’, god. LXII br. 3 (Matica hrvatska). Zadar.
Sammartino, A. (2013.) “Kako se nosahu riče – Etno-jezična istraživanja moliških Hrvata”, u: 'Zbornik radova međunarodnog znanstvenog simpozija FEB 2012. – Folklorna i Etnografska Baština' (Folklorni ansambl Linđo). Dubrovnik.
Sammartino, A. (2013.) “S našimi riči 4 - zbirka literarnih ostvarenja na moliškohrvatskome”; priredio (Fondazione Agostina Piccoli). Montemitro.
Sammartino, A. (2014.)  “Moliškohrvatske riječi iz srednjeg vijeka – II. dio: S one bane mora”, u: ‘Za govor hrvatskoga jezika – Časopis za učitelje hrvatskoga jezika’ (Alfa d.d.). Zagreb.
Sammartino, A. (2014.) “Moliškohrvatske pjesme”, u: ‘Na pragu doma’ – Pjesnički susreti Hrvatske izvandomovinske lirike (Naklada Bošković). Split.
Sammartino, A. (2014.) “Hrvati s one strane mora”, u: ‘Deveti neretvanski književni, znanstveni i kulturni susret’ (Neretvanska riznica umjetnina i inih 
vrijednosti / HKZ) Zagreb.
Marinović, I.; Sammartino, A.; Šutić, B. (2014.) “Korijeni – Hrvati Biokovlja i Donje Neretve u Italiji / Radici – Croati del Biokovo e della Narenta in Italia”, suautor (Centar za nove inicijative / Fondazione Agostina Piccoli). Zagreb/Montemitro.
Sammartino, A. (2016.) “S našimi riči 5 - zbirka literarnih ostvarenja na moliškohrvatskome”; priredio (Fondazione Agostina Piccoli). Montemitro.
Sammartino, A. (2018.) “Moliški Hrvati - pet stoljeća povijesti / Croati del Molise - cinque secoli di storia”; priredio (Fondazione Agostina Piccoli). Montemitro.
Urednik dvojezičnog časopisa “Riča živa/Živa riječ” (od 2001./2017.).
Sammartino, A. (2019.) “S našimi riči 6 - zbirka literarnih ostvarenja na moliškohrvatskome”; priredio (Fondazione Agostina Piccoli). Montemitro.